# Jean-Paul Ney
Jean-Paul Ney (Prada, Conflent, 4 de maig de 1976) és un fotoperiodista independent- nord-català. Repetidament condemnat pels tribunals francesos, també va estar detingut 18 mesos a Abidjan (Costa d'Ivori) entre 2007 i 2008.

## Biografia

### Treball a la premsa i els mitjans
Després de treballar durant un temps amb l'Agència Gamma, Jean-Paul Ney col·labora, entre d'altres, a la revista Securimag, Canal+i la seva filial I-Télé que va deixar en 2003 degut a la pressió del cartel dels bancs el cartell, després d'una secta [ ...] en servei comandat segons les seves pròpies paraules.
En 2002 va fundar la revista bimestral Le Monde confidentiel, de la qual es converteix en director de la redacció. Rebatejada Le Confidentiel, tracta de qüestions de defensa i de geoestratègia.
També va treballar per a la revista Science et Vie Micro, i és un dels principals periodistes de l'agència Presse Défense, una agència de fotografia i de vídeo, el contingut del qual està enfocat exclusivament a la defensa, la seguretat nacional i reportatge fotogràfic sobre el terreny.
En gener de 2009, la Metula News Agency (o Ména) va publica un article evocant la « immersió » del fotoreporter, descrit com "pròxim a Mena" en la unitat d'infanteria d'elit Kherev (« Sabre ») de l'exèrcit israelià, « compost majoritàriament per drusos israelians » i que per primer cop […] accepta integrar un reporter en els seus rangs en fases operativa.
En novembre de 2009 va participar en l'Escola Superior de Periodisme de París, a les Conférences du mardi en qualitat de « corresponsal de guerra ». Aquell mateix any va fundar amb Frédérique Romano el lloc web Les Grandes Oreilles, presenta com un «periòdic satíric », en 2012 infosdefense.com « lloc d'informació d'actualitat i de contingut que tracta temes estratègics, de defensa, de seguretat internacional i seguretat nacional » i KickStarTV, una « WEB TV generalista » proposant una plataforma de micromecenatge per la producció de documentals, de reportatges o de ficció.
També ha estat consultor de la cadena israeliana I24news. També és molt actiu a les xarxes socials on és descrit com «un adepte del bloqueig intempestiu en cas de crítica. Està especialment interessat en fórmules florides, sovint agressives, de vegades insultantd».

### Treballs sobre seguritat
Jean-Paul Ney, que ha publicat diversos llibres sobre temes de ciberdelicte, és cofundador d'Intelink, una divisió del grup Digital Network especialitzat en "la intel·ligència i la vigilància estratègica en matèria d'intel·ligència, guerra d'informació, el terrorisme, l'economia, la geopolítica i geoestratègia".
És cofundador del CIRET-AVT (Centre Internacional d'Investigació i Estudis sobre Terrorisme i assistència a les víctimes del terrorisme) amb Saïda Banhabilès, antic ministre algerià, Anne-Marie Lizin, antiga presidenta del Senat belga, i Yves Bonnet, antic director de la DST (de 1982 a 1985).
És cofundador de l'IICRAI (Institut Internacional per a la Coordinació i la Resposta als Atacs Informàtics) amb Christophe Casalegno, director tècnic del grup Digital Network i de l'IIHEC (Institut Internacional d'Estudis Avançats de la Ciberdelinqüència) amb Daniel Martin, antic comissari divisionari consultor en seguretat a l'OCDE
Finalment, és membre fundador, vicepresident i secretari general de CJDSI (Comissió de Periodistes de la Defensa i la Seguretat Interior i dels Corresponsals de Guerra), fundada el gener de 2006 aplegant periodistes i representants dels ministeris de Defensa i de l'Interior. Entre els altres membres fundadors, hom pot trobar Thomas Kisszalai i Philippe Poulet, cofundadors de l'agència Presse Défense, i Christophe Casalegno, Daniel Martin i Regis Le Sommier.
Els llocs web d'aquestes organitzacions estan organitzats pel grup Digital Network.

## Problemes judicials
Personalitat qüestionada, Jean-Paul Ney ha estat implicat en nombrosos afers.
Jean-Paul Ney va ser sentenciat el novembre de 2000 per robatori amb violència.
Al maig de 2003, Jean-Paul Ney va ser acusat de "robatori i atemptar contra la seguretat de l'Estat" pel jutge antiterrorista Gilbert Thiel com a part d'una investigació sobre la desaparició d'una targeta l'accés a la xarxa segura Rimbaud (Réseau interministériel de base uniformément durci), mentre treballava com a guàrdia de seguretat al  Ministeri d'Afers Exteriors. Segons Le Point, la seva font era el comissari de policia Hubert Marty-Vrayance, ex-funcionari dels Renseignements généraux.
Entre 2001 i 2003, Jean-Paul Ney va atacar al webmaster del lloc kitetoa.com, Antoine Champagne. Acusat de "repetides amenaces de mort" contra aquest últim el 22 de gener de 2003, Jean-Paul Ney, defensat per Dominique Labbé, fou reconegut culpable dels fets dels queen fou acusat esprés d'un judici davant el Tribunal de Grande Instance de Nanterre. El 10 de març de 2004 fou condemnat a un any de presó amb l'obligació de "sotmetre’s a mesures d'examen, de control, de tractament o atenció mèdica, fins i tot sota règim d'hospitalització inclosa l'atenció psicològica i psiquiàtrica "(sentència del TGI de Nanterre de 10 de març de 2004, de conformitat amb l'article 132-45 3 del Codi Penal), 3.000 € de danys i 1.000 € en virtut de l'article 475-1 del codi de procediment penal (costos irrecuperables). Després d'un nou cas de difamació "per mitjans electrònics" envers Anthony Champagne el 22 d'agost de 2005, Jean-Paul Ney va ser condemnat pel Tribunal de Nanterre a 5.000 € de multa, 8.000 € de danys i interessos i 5.000 € segons títol de l'article 475-1 del codi de procedimen penal, amb l'obligació publicació de la sentència en els diversos llocs que li pertanyen el 5 de febrer de 2008.
Jean-Paul Ney va ser condemnat el juliol de 2006 per robatori i apropiació d'un secret de defensa nacional.
Jean-Paul Ney va ser sentenciat el febrer de 2008 de manera ferma i definitiva per difamació contra Antoine Champagne.
El gener de 2016, Jean-Paul Ney va estar implicat en la publicació a les xarxes socials de la identitat dels germans Kouachi, el mateix dia de l'atemptat contra Charlie Hebdo. L'affer serà jutjat al tribunal penal davant la 17a cambre el 6 de juliol de 2016 per « violació de l'ocultació del secret de la investigació ». Finalment serà declarat culpable el 12 d'octubre de 2016 de violació de l'ocultació del secret de la investigació i condemnat a una multa de 3000 €.
Com a resposta, el periodista decideix cremar un antic passaport caducat en directe a les xarxes socials, per no sentir-se "més francès".
Al maig de 2017 és objecte d'una investigació preliminar per violació del secret professional i ocultació després de la difusió de quatre estudis d'opinió, una després del atac del 20 d'abril de 2017 al Camps Elisis (el sospitós era a Bèlgica en el moment dels fets). Els altres tres havien donat lloc a diverses falses alarmes, inclòs un gran desplegament de policia a l'estació del Nord el 8 de maig. Malgrat la polèmica generada, Jean-Paul Ney reivindica el procediment i afirma que continuarà.

### Altres polèmiques
Al juliol de 2015, després de la suspensió del seu compte de twitter a causa de la suposada "publicació d'informació confidencial o privada," Antoine Champagne (també conegut com a Kitetoa) retorna en un article publicat al seu lloc web Reflets.info sobre el seu contenciós amb Ney i va esmentar l'existència d'un bloc identificant els plagis que hauria comès el reporter, en les seves pàgines web i a la premsa de paper. Per tant, en una entrevista amb Franck Edard, l'autor del bloc afirma que el reporter, a més de molts plagis, també s'hauria inventat totes les peces dels experts, això com les col·laboracions amb experts internacionals, que ha negat posteriorment. El web Arrêt sur Image també l'acusa d'haver exagerat una col·laboració amb la cadena estatunidenca CNN, fent passar un sol passatge com a col·laboració regular com a expert en terrorisme.
El gener de 2015, Jean-Paul Ney publica al seu compte de twitter una ordre de recerca que prové, segons ell, de "fonts governamentals" i en la que figuren els noms i dates de naixement de tres sospitosos de l'atemptat contra Charlie Hebdo, document donat immediatament per Pierre Martinet i el web JSS News « proper a l'extrema dreta israeliana ».
Un d'ells, Mourad Hamyd, estudiant de secundària, serà declarat innocent, però el 2016 va ser detingut en intentar unir-se a Estat Islàmic a Síria. Mourad Hamyd ja havia intentat arribar a Síria el 2014. A més, estava fitxat S des de 2014. Per a la policia: "És vergonyós el que va fer, perquè inevitablement complica el treball dels investigadors! Si saben que els busquem, aquestes persones s'amaguen. Faran tot el possible per no ser reconeguts". Jean-Paul Ney reincidirà en març de 2016, després dels atacs de Brussel·les, amb la difusió de la fitxa de la investigació d'un paleta sense antecedents el nom del qual havia estat implicat en els atacs després d'un error administratiu dels investigadors belgues.
La seva participació en l'informe de Malek Boutih després dels atacs del 7 de gener de 2015 planteja dubtes sobre la fiabilitat d'aquest informe, escrit pel Sr. Boutih -un membre de SOS Racisme- a causa dels "propòsits detestables i islamòfobs" a càrrec de Jean-Paul Ney a Twitter.
El 28 de juliol de 2017 el seu compte de twitter, que era seguit per prop de 30.000 persones, va ser suspès permanentment per la xarxa social després de respondre a un usuari que es referia còmicament a un suïcidi: "Una bona idea espècie de nazi suport d'antisemites, inclòs l'islamista del conSSeller ". Descrit com "sovint agressiu, fins i tot insultant", Jean-Paul Ney ja havia vist bloquejat temporalment el seu compte abans que la xarxa decidís suprimir-lo definitivament.

### Arrest a Costa d'Ivori
El 27 de desembre de 2007 Jean-Paul Ney fou arrestat a Abidjan (Costa d'Ivori) per la DST en companyia d'unes 9 altres persones, un francès, tres ivorians, quatra malians i un gambià,. Inculpat pel procurador de la República d'Abidjan, Raymond Tchimou per « atemptat a la seguretat de l'Estat » fou empresonat el 17 de gener. És acusat per les autoritats de Costa d'Ivori d'haver "rodat al voltant de seu de la Ràdio i Televisió de Costa d'Ivori (RTI), […] portar equip electrònic – material de foto".
Aquest afer, anomenat « complot de Nadal », es produeix en una situació tensa, dos periodistes francesos, Thomas Dandois i Pierre Creisson, havien estat arrestats pels mateixos motius al Níger el 17 de desembre de 2007, i se’ls demanava la pena de mort. Afirmant « fer un reportatge pel compte d'una gran agència fotogràfica », Ney era acusat de connivència amb l'antic colpista Ibrahim Coulibaly, exiliat a Benín, d'un presumpte intent de cop d'estat amb el propòsit de destituir el president ivorià Laurent Gbagbo i el seu Premier ministre, Guillaume Soro, antic aliat de Coulibaly al si de les Forces Nouvelles.
Mentre que el Ministeri d'Afers Exteriors assegura a través de l'ambaixada de França que els seus nacionals es beneficien de la "protecció consular", l'associació Reporters Sense Fronteres després d'haver "expressat la seva inquietud", prefereix "distanciar-se d'aquest personatge quan no ha estat inculpat per un assumpte de premsa". El quotidià Libération qualifica de «forassenyada» la llista de les col·laboracions mediàtiques que evoca Jean-Paul Ney al seu web. El 13 de desembre de 2008 es produeix un motí a la presó correccional d'Abidjan (MACA) on és detingut Jean-Paul Ney, provocant nombrosos ferits. Es van crear un lloc web i un grup de Facebook per demanar l'alliberament de Jean-Paul Ney. L'advocat Gilbert Collard és contractat pel pare de Ney per assegurar-ne la defensa.
El 6 de maig de 2000, a l'endemà d'una entrevista entre el president ivorià Laurent Gbagbo i el secretari d'estat francès per la cooperació Alain Joyandet, Jean-Paul Ney és alliberat de la presó d'Abidjan després de 16 mesos de detenció. Va tornar a França tres dies més tard. Un documental realitzat per l'agència Capa ha intentat desentranyar els vincles i definir les responsabilitats dels diferents participants en l'afer. La seva implicació real sembla haver estat força marginal, segons el secretari general de Reporters Sense Fronteres Jean-François Julliard, Jean-Paul Ney era simplement "un jove periodista que tractava de fer-se un nom. Anava a la frenètica recerca del "cop". Però al mateix temps, semblava no complir un cert nombre de regles deontològiques i periodístiques". Un comportament a causa de "l'emoció de presenciar un cop d'estat".

### Condemna a la República del Congo
L'11 de maig 2018, la cort penal de Brazzaville a la República del Congo condemna Jean-Paul Ney a 20 anys de presó per participar en un intent de cop juntament amb el general Jean-Marie Mokoko. És dictada contra ell una ordre de detenció internacional. Se l'acusa precisament d'haver, a l'oficina de l'advocat Sylvain Maier a París amb Jean-François Caze (que es troba en l'intent de cop a Costa d'Ivori, esmentat anteriorment) entrenat i recolzat el general Mokoko. El tribunal es basa en un vídeo trobat sobre Jean-Paul Ney durant la seva detenció a Abidjan.

## Compromís polític
Jean-Paul Ney es va unir el 2010 a la llista d'Unió Republicana Popular de Christian Jeanjean pel Llenguadoc-Rosselló secció Pirineus Orientals. No va ser escollit, ja que la llista només va obtenir el 2,03 % dels vots a la primera volta.